# Aldo Policardi
Aldo Policardi (Monfalcone, 7 ottobre 1921 – Monfalcone, 22 aprile 2015) è stato un direttore di coro e violinista italiano.

## Biografia
Dopo il liceo scientifico e gli studi musicali in violino Policardi iniziò la sua carriera tra le file di varie orchestre da camera tra cui l'Orchestra da Camera Bolognese, durante il periodo di studi di Ingegneria a Bologna, l'Orchestra Sinfonica Goriziana e l'Orchestra di Musica Enzo Magrin; parallelamente, negli anni della seconda guerra mondiale dove prestò servizio come ufficiale del genio, dette inizio alla lunghissima carriera di direttore di coro che lo portò presto a dirigere alcune fra le migliori compagini italiane degli anni sessanta e settanta, tra cui si ricordano il coro maschile “Ermes Grion” di Monfalcone, il coro misto “San Lorenzo” di Ronchi dei Legionari e il coro misto “Montasio” di Trieste.
Dopo le vittorie conseguite ai più prestigiosi concorsi corali nazionali ed internazionali e i numerosissimi concerti tenuti in tutta Europa, ricevette l'incarico dalla RAI Radiotelevisione Italiana di registrare e catalogare partiture del repertorio corale popolare e polifonico di rilevante interesse storico artistico.
Nel 1975 ha creato la Scuola di musica dell'Ar Fincantieri di Monfalcone.
Fondatore dell'Unione Società Corali Italiane della regione Friuli-Venezia Giulia, di cui è stato presidente dal 1987 al 1993  e della sezione provinciale di Gorizia di cui fu presidente dal 1968 al 1996, è stato inoltre membro della Feniarco.
È stato più volte chiamato come membro di giuria di importanti concorsi Corali Internazionali.
Nel 2006 la commissione artistica del Concorso Internazionale di Canto Corale Cesare Augusto Seghizzi di Gorizia (con oltre 290 segnalazioni ricevute)  ha deciso di assegnare al maestro Policardi l'ambito premio Nazionale “Una Vita per la Direzione Corale”.
Nel 2011 la Città di Monfalcone gli ha conferito il Premio Rocca d'Oro, come figura di spicco nell'ambito culturale non soltanto monfalconese che ha lavorato con passione e competenza alla divulgazione della musica corale e non solo.